# Richard Doetsch
Richard Doetsch é um corretor de imóveis, músico e escritor norte-americano.
O primeiro romance de Richard foi: The Thieves of Heaven (2006) O Ladrão do Céu (título em Portugal) ou Os Ladrões do Paraíso (título no Brasil).

## Biografia
Doetsch tem bacharelado em Ciências pela Marist College e mestrado em Investimento Imobiliário e Gestão de Ativos pela Universidade de Nova Iorque. Ele tem muita experiência na área comercial e residencial, imobiliária.
Ele é paraquedista, triatleta, esquiador, mergulhador, jogador de golfe e um entusiasta de esporte radical que já saltou de aviões, de pontes, penhascos e guindastes com elásticos nos tornozelos. Além disso, é músico, tocando e compondo tanto para guitarra e piano. Ele fez trilhas sonoras para vários curtas-metragens independentes e vários comerciais de televisão. É casado por 24 anos com sua namorada de infância, Virginia.

### Carreira de corretor de imóveis
Richard Doetsch tem 29 anos de trabalho de gerenciamento de propriedade residencial, no ramo de corretor de imóveis. Foi o presidente da WRMC Inc. e diretor-geral da Insignia Residential Group, todos grupos imobiliários.

### Literatura
Seu best-seller internacional: Os Ladrões do Paraíso foi publicado em 28 idiomas, em 33 países. Seu segundo romance: Os Ladrões de Fé, chegou às lojas em 26 de dezembro de 2007, ganhando elogios, entrou na lista dos mais vendidos em todo o mundo . Michael St. Pierre é o protagonista da série; um ladrão exímio, buscando se encontrar na vida diante de dilemas pessoais e mistérios mundiais. Sobre ele, Richard Doetsch declara:
Eu amo o anti-herói, o Butch Cassidy, o tipo Robin Hood, aqueles personagens simpáticos que apesar de quebrarem as leis, ainda fazem a coisa certa. Para mim, com o cavaleiro branco, o bom xerife ou o bom mocinho, pode ficar chato, pode ser previsível.(...) Eu precisava de alguém que desafiasse o status quo, que fizesse qualquer coisa, incluindo quebrar as leis do homem, do coração e de Deus, para alcançar seu objetivo.

## Prováveis Filmes
Os Ladrões do Paraíso, está atualmente sendo desenvolvido como filme pela 20th Century Fox. O The Thieves of Darkness , Doetsch está coadaptando com Shane Salerno roteirista de: Savages, Armageddon, Hawaii Five-0. O The 13th Hour, está sendo adaptado pela New Line Cinema. Ainda não há confirmações de filmagens e lançamentos. 
 (projetos inconclusos)

## Obras

### SérieThieves
1. The Thieves of Heaven (2006) no Brasil: Os Ladrões do Paraíso (Editora Record, 2007) / em PortugalːO Ladrão do Céu (Saída de Emergência, 2008)
2. The Thieves of Faith (2007) no Brasil: Os Ladrões da Fé (Editora Record, 2010) / em PortugalːO Ladrão da Fé (Saída de Emergência, 2012)
3. The Thieves of Darkness (2011)
4. The Thieves of Legend (2013)

### SérieThe 13th Hour
- The 13th Hour (2015)
- The 13th Hour: Chaos (2022)

### Outros Romances
- Embassy (2009)
- Half-Past Dawn (2011)

## Ligações Externas
- Site Oficial
- Página no Good Reads (em inglês)
- Obras de ou sobre Richard Doetsch (em inglês) nas bibliotecas do catálogo WorldCat